# ژرژ وان پاریس
ژرژ وان پاریس (فرانسوی: Georges Van Parys‎؛ ‏ ۷ ژوئن ۱۹۰۲ – ۲۸ ژانویهٔ ۱۹۷۱) آهنگساز، موسیقی‌دان و نوازنده پیانو اهل فرانسه بود.
از جمله هنرمندانی که وی از آنها تأثیر پذیرفت، می‌توان به کلود دبوسی، موریس راول و گروه شش اشاره کرد.
از فیلم‌هایی که وی در آن‌ها نقش داشته‌است، می‌توان به زن و بازیچه او، ترانه یک دریانورد، پسری از آمریکا، جوانان، نه خیلی احمق، باکره، مادام دو باری و شیطان‌صفتان اشاره نمود.
وی همچنین برندهٔ جوایزی همچون نشان هنر و ادب شده‌است.